# Baltimore Ravens
Baltimore Ravens este o echipă de fotbal american cu sediul în Baltimore, Maryland. Echipa face parte din Divizia de Nord a American Football Conference (AFC) din National Football League (NFL). Ravens joacă meciurile de acasă pe M&T Bank Stadium.
Ravens a fost înființată în 1996, când Art Modell, proprietarul Cleveland Browns, a anunțat planurile de relocare a francizei din Cleveland la Baltimore. În cadrul unei înțelegeri dintre ligă și orașul Cleveland, Modell trebuia să lase istoria și palmaresul echipei Browns în Cleveland pentru o echipă care urma să o înlocuiască care urma să preia controlul în 1999. În schimb, i s-a permis să ia propriul personal și echipa în Baltimore, unde va putea alcătui o echipă de expansiune.
Ravens s-a calificat în playoff-ul NFL de 16 ori începând cu anul 2000, cu două victorii în Super Bowl (Super Bowl XXXV și Super Bowl XLVII), două titluri în finala Campionatului AFC (2000 și 2012), cinci apariții în finala campionatului AFC (2000, 2008, 2011, 2012 și 2023), opt titluri în AFC North (2003, 2006, 2011, 2012, 2018, 2019, 2023 și 2024) și deține un record perfect în aparițiile mai multor finale Super Bowl, alături de Tampa Bay Buccaneers. Ravens este condusă de directorul general Ozzie Newsome din 1996 și a avut trei antrenori principali: Ted Marchibroda, Brian Billick și John Harbaugh. Echipa și-a construit o reputație de echipă care se bazează puternic pe jocul defensiv, condusă de jucători precum Rayback Lewis, care, până la retragere, a fost considerat „imaginea francizei”. Echipa este deținută de Steve Bisciotti și este evaluată la 2,5 miliarde de dolari, ceea ce face ca Ravens să fie a 27-a cea mai valoroasă franciză sportivă din lume.

## Istoria

### Numele echipei
Numele Ravens" a fost inspirat de poemul Corbul al lui Edgar Allan Poe. Ales într-un concurs al fanilor, care a atras 33.288 de alegători, aluzia îl onorează pe Poe, care a petrecut prima parte a carierei sale în Baltimore unde este îngropat. După cum a anunțat Baltimore Sun la vremea respectivă, fanilor le-a plăcut legătura cu celelalte păsări din oraș, Orioles, și le-a fost ușor să vizualizeze o pasăre neagră dură și amenințătoare.

### Context
După relocarea controversată a echipei Baltimore Colts la Indianapolis, au fost făcute mai multe încercări de a aduce o echipă NFL înapoi în Baltimore. În 1993, înaintea extinderii din 1995, orașul era considerat favorit, după Saint Louis, pentru a beneficia de una dintre cele două noi francize. Oficialii ligii și proprietarii de echipe s-au temut de litigii din cauza conflictelor dintre grupurile de licitații rivale dacă Saint Louis ar fi primit o franciză, astfel că în octombrie Charlotte, Carolina de Nord a fost primul oraș ales. Câteva săptămâni mai târziu, Baltimore a făcut o ofertă pentru o franciză - denumită Baltimore Bombers, în onoarea bombardierului Martin B-26 Marauder produs local, existând trei grupuri proprietare și un pachet financiar de stat care includea o propunere de 200 milioane dolari, închirierea gratuită a stadionului și permisiunea de a percepe până la 80 milioane USD în prețuri pentru locurile de pe stadion. Baltimore, totuși, a fost omis în mod neașteptat în favoarea Jacksonville, Florida, în ciuda unei piețe TV destul de mici în Jacksonville, și că orașul și-a retras oferta în vara, revenind doar la sfatul președintelui Paul Tagliabue. Deși oficialii ligii au negat favorizarea oricărui oraș, s-a spus că Taglibue și vechiul său prieten Jack Kent Cooke, proprietarul Washington Redskins s-au opus acordării unei francize orașului Baltimore datorită apropierii sale de Washington, DC. Taglibue a folosit sistemul inițial de votare în cadrul comitetului pentru a împiedica votarea de către toți proprietarii ligii a ofertei venite din Baltimore. Acest lucru a condus la indignare publică și Baltimore Sun l-a descris pe Taglibue ca având o politică „oricui dar nu lui Baltimore”. [17] Guvernatorul din Maryland, William Donald Schaefer, a spus că Taglibue l-a înșelat, întrucât a lăudat orașul Baltimore și proprietarii propuși, în timp ce în culise se opunea ofertei.
Până în mai 1994, proprietarul Baltimore Orioles, Peter Angelos, a adunat un nou grup de investitori, inclusiv pe scriitorul Tom Clancy, pentru a licita să cumpere echipe ale căror proprietari și-au exprimat interesul de a se muta. Angelos a găsit un potențial partener în Georgia Frontiere, care era deschis pentru a muta Los Angeles Rams în Baltimore. Jack Kent Cooke s-a opus mutării, intenționând să construiască noul stadion al Redskins în Laurel, Maryland, destul de aproape de Baltimore pentru a micșora interesul din zona de a aduce o nouă franciză. Acest lucru a condus la certuri între Cooke si Angelos, care l-a acuzat pe Cooke de a fi un „oportunist”. Liga l-a convins pe președintele John Shaw să se mute în Saint Louis, conducând la apariția unor zvonuri care spuneau că Tagliabue vrea să mute din nou interesul înspre Baltimore, zvon pe care Tagliabue l-a negat. Angelos a făcut o ofertă nereușită de 200 milioane de dolari pentru a aduce Tampa Bay Buccaneers în Baltimore.
Nereușind să obțină o franciză prin expansiune, orașul, în ciuda „îndoielilor”, s-a îndreptat spre posibilitatea de a achiziționa Cleveland Browns, al cărui proprietar Art Modell avea dificultăți financiare și se certase cu autoritățile orașului Cleveland, în legătură cu îmbunătățirile care trebuiau să fie făcut la stadion.